# 郭亨孝
郭亨孝（1964年7月—），男，汉族，四川仁寿人，中华人民共和国政治人物，中国共产党党员，第十三届全国人民代表大会四川地区代表。

## 生平
2018年2月24日，当选为第十三届全国人大代表。2021年3月，获任命为四川省水利厅厅长，直到2024年12月去职。